# Henry Lorenzen

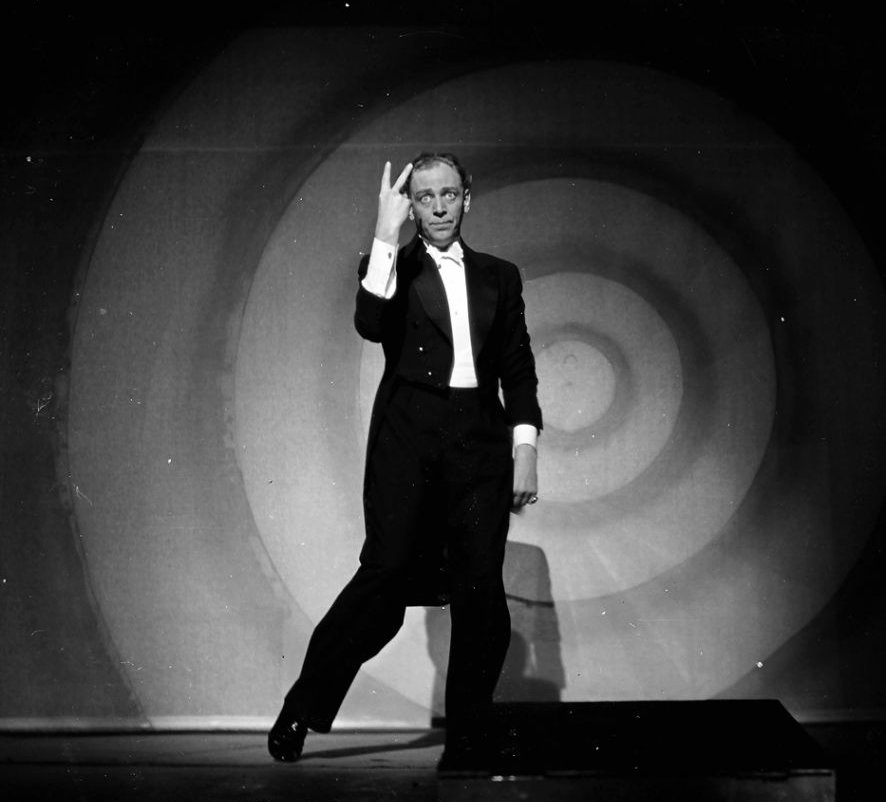
Henry Lorenzen im Kabarett der Komiker, 1937

Henry Lorenzen (* 8. Februar 1899 in Dänemark; † 22. September 1961 in Berlin) war ein dänischer Schauspieler.

## Leben
Lorenzen spielte in Berlin jahrzehntelang Theater. Er wirkte unter anderem 1935 im Kabarett der Komiker und im Oktober 1943 in der Revue Fantasia an der Berliner Scala mit. Auch nach Kriegsende setzte er seine Theaterlaufbahn fort. Darüber hinaus übernahm er seit 1930 in deutschen Spielfilmen zahlreiche kleine Rollen.

## Filmografie
- 1930: Eine Freundin so goldig wie Du
- 1932: Der falsche Tenor
- 1932: Held wider Willen
- 1933: Viktor und Viktoria
- 1934: Grüß’ mir die Lore noch einmal
- 1934: Rosen aus dem Süden
- 1934: Ich heirate meine Frau
- 1934: Der Springer von Pontresina
- 1935: Punks kommt aus Amerika
- 1936: Die letzte Fahrt der Santa Margareta
- 1936: Intermezzo
- 1937: Sherlock Holmes
- 1938: Kleiner Mann – ganz groß
- 1939: Nanette
- 1940: Das Herz der Königin
- 1942: Die große Liebe
- 1943: Akrobat schö-ö-ö-n
- 1943: Herr Sanders lebt gefährlich
- 1950: Fünf unter Verdacht
- 1953: Hollandmädel
- 1953: Knallbonbons
- 1954: Die verschwundene Miniatur
- 1955: Liebe, Tanz und 1000 Schlager
- 1955: Ihr Leibregiment
- 1957: Viktor und Viktoria
- 1957: Einmal eine große Dame sein
- 1957: Das einfache Mädchen
- 1958: Und abends in die Scala
- 1959: Der Engel, der seine Harfe versetzte
- 1958: Ihr 106. Geburtstag
- 1958: Italienreise – Liebe inbegriffen
- 1959: Rosen für den Staatsanwalt
- 1959: Das schöne Abenteuer
- 1961: Der grüne Bogenschütze